# Municipio de Spring Grove (Nebraska)
El municipio de Spring Grove (en inglés: Spring Grove Township) es un municipio ubicado en el condado de Harlan en el estado estadounidense de Nebraska. En el año 2010 tenía una población de 59 habitantes y una densidad poblacional de 0,63 personas por km².

## Geografía
El municipio de Spring Grove se encuentra ubicado en las coordenadas 40°18′51″N 99°33′54″O / 40.31417, -99.56500. Según la Oficina del Censo de los Estados Unidos, el municipio tiene una superficie total de 93.65 km², de la cual 93,59 km² corresponden a tierra firme y (0,07 %) 0,06 km² es agua.

## Demografía
Según el censo de 2010, había 59 personas residiendo en el municipio de Spring Grove. La densidad de población era de 0,63 hab./km². De los 59 habitantes, el municipio de Spring Grove estaba compuesto por el 94,92 % blancos, el 3,39 % eran amerindios, el 1,69 % eran asiáticos. Del total de la población el 0 % eran hispanos o latinos de cualquier raza.